# Chrysopelea paradisi
Chrysopelea paradisi es una serpiente arborícola de la familia Colubridae propia del sudeste asiático capaz de planear y hacer giros en el aire para alcanzar diferentes posiciones en el techo arbóreo. Jake Socha, biomecánico, descubrió que esta especie es capaz de desplegar sus costillas y aplanarse para aumentar el ancho de su cuerpo, hasta duplicarlo, y aumentar así la eficacia del planeo.